# Spolija
Spolija (latinsko spolia) je produkt spoliacije, to je prenamenski gradbeni kamen za novo gradnjo ali dekorativno skulpturo, ponovno uporabljeno v novih spomenikih. Je rezultat starodavne in razširjene prakse, po kateri se kamen, ki je bil lomljen, razrezan in uporabljen v grajeni zgradbi, odnese, da se uporabi drugje. Praksa je še posebej zanimiva za zgodovinarje, arheologe in arhitekturne zgodovinarje, saj so nagrobniki, spomeniki in arhitekturni fragmenti antike pogosto vgrajeni v strukture, zgrajene stoletja ali tisočletja pozneje. Arheolog Philip A. Barker navaja primer nagrobnika iz poznorimskega obdobja (verjetno iz 1. stoletja) iz Wroxeterja, za katerega je bilo mogoče videti, da je bil izrezan in izpostavljen vremenskim vplivom med uporabo kot del zunanje stene, nato, morda celo do 5. stoletje, ponovno napisan za ponovno uporabo kot nagrobnik.

## Pregled
Ta praksa je bila običajna v pozni antiki. Znano je, da so bili porušeni celotni zastareli objekti, vključno s podzemnimi temelji, da bi omogočili gradnjo novih objektov. Po Baxterjevem mnenju naj bi bili dve cerkvi v Worcestru (ena iz 7. stoletja in ena iz 10.) dekonstruirani, da bi njun gradbeni kamen lahko spremenil sv. Wulstan (škof Worcestra od 1062 do 1095) za gradnjo stolnice leta 1084. Župnijske cerkve Atcham, Wroxeter in Upton Magna so v veliki meri zgrajene iz kamna, vzetega iz zgradb Viroconium Cornovioruma.
Rimski primeri vključujejo Janusov slavolok, starejše cesarske reliefe, ponovno uporabljene na Konstantinovem slavoloku, stebrišče stare bazilike svetega Petra; primeri na bizantinskih ozemljih so zunanje skulpture na cerkvi Panagia Gorgoepikoos v Atenah; v srednjem veku so bile zahodnorimske ploščice ponovno uporabljene v stolnici v St. Albanu, v večjem delu srednjeveške arhitekture Colchestra, porfirnih stebrih v Palatinski kapeli v Aachnu in stebrišču bazilike Santa Maria in Trastevere. Spolija v srednjem veku v islamskem svetu vključuje stebre v hipostilnih mošejah v Kairouanu, Gazi in Cordobi. Čeprav se sodobna literatura o spolijah ukvarja predvsem s temi in drugimi srednjeveškimi primeri, je praksa običajna in verjetno ni obdobja umetnostne zgodovine, v katerem ne bi bilo mogoče najti dokazov o »ropanju«.
Interpretacije spolije se na splošno izmenjujejo med »ideološkim« in »pragmatičnim«. Ideološka branja bi lahko opisali ponovno uporabo umetniških in arhitekturnih elementov iz nekdanjih imperijev ali dinastij kot zmagoslavno (torej dobesedno kot prikaz »plena« ali »kraje« osvojenih) ali kot revivalistično (razglasitev prenove preteklih imperijev slave). Pragmatična branja poudarjajo uporabnost ponovno uporabljenih materialov: če je na primer na voljo dobra zaloga starih marmornih stebrov, ni treba izdelati novih. Oba pristopa se medsebojno ne izključujeta in zagotovo ni enega pristopa, ki bi lahko upošteval vse primere zlorabe, saj je treba vsak primer ovrednotiti v njegovem posebnem zgodovinskem kontekstu.
Spolija je imela apotropejsko duhovno vrednost. Clive Foss je ugotovil, da so bili v 5. stoletju križi vpisani na kamne poganskih stavb, kot v Ankari, kjer so bili križi vpisani na stene Avgustovega in Rimskega templja. Foss namiguje, da je bil namen tega preprečiti demone, ki so se skrivali v kamnih, ki so bili posvečeni poganski rabi. Liz James razširi Fossovo opažanje in ugotavlja, da so bili kipi, položeni na boke in obrnjeni navzven, skrbno vgrajeni v mestno obzidje Ankare v 7. stoletju, v času, ko so spolije vgrajevali tudi v mestno obzidje v Miletu, v Sardu, Efezu in Pergamu: »polaganje kipa na njegovo stran postavlja pod nadzor njega in moč, ki jo predstavlja. To je način pridobivanja moči tekmečevih bogov v lastno korist«, opaža James. »Podobno deluje tudi vpis križa, ki zapečati predmet za krščanske namene«.

## Sodobnost
Danes se spolije večinoma uporabljajo iz bolj dekorativnih razlogov in kot izviren oblikovalski element, včasih pa tudi iz zgodovinskih razlogov kot spomin na prejšnjo stavbo. Primer iz leta 2009 je stanovanjski kompleks "Klostergarten Lehel" v Hild in K Architektur. Na slednje se v spomeniškem smislu gleda kritično, saj so ohranjeni le posamezni fragmenti spomenika, ki so nepovezano povezani. Poleg tega obstaja nevarnost, da bodo stavbe kulturnega in zgodovinskega pomena pokvarjene zaradi dvomljive trgovine z dekorativnimi elementi.

## Razno
Starinske dragulje in reliefe na srednjeveških knjižnih platnicah in relikviarijih tudi lahko imenujemo spolija.

## Galerija
- Obenjena glava meduze kot baza stebra, Cisterna bazilika, Carigrad
- Fragmenti grških napisov v zidu osmanske trdnjave Heptapyrgion (Yedikule) (1431), Solun
- Spolia v mestnem obzidju İznika v Turčiji pri vratih Lefke
- Steber jonskega reda, vgrajen v steno, Bosra, Sirija
- Spolia v ravenski Neonovi krstilnici
- Ilustracija rimskega kipa iz 18. stoletja in napisi, ponovno uporabljeni na stenah Citadele, Gozo, Malta. Kip je bil od takrat odstranjen in je zdaj v arheološkem muzeju Gozo.
- Rimska spolija v temelju cerkve sv. Donata v Zadru na Hrvaškem